# Барро, Анри
Анри Барро (фр. Henry Barraud; 23 апреля 1900, Бордо — 28 декабря 1997, Сен-Морис, департамент Валь-де-Марн) — французский композитор.

## Биография
Родился в семье виноторговцев. Начал учиться музыке в своём родном городе у Ж. Ф. Вобургуэна, выучился игре на виолончели и музицировал в составе любительского семейного трио с матерью и старшим братом. Уже в зрелом возрасте в 1926 г. поступил в Парижскую консерваторию, изучал оркестровку у Луи Обера, однако в 1927 году, так и не окончив курса, ушёл из консерватории в знак протеста против её консерватизма. В дальнейшем занимался в Нормальной школе музыки у Поля Дюка (композиция) и Жоржа Коссада (контрапункт), посещал вольнослушателем консерваторский класс композиции Шарля Мари Видора.
Уничтожил все свои музыкальные сочинения, написанные до 1931 года. Получил первое признание в 1934 году, когда премьерой его Поэмы для большого оркестра дирижировал Пьер Монтё; успех выпал и на долю Четырёх прелюдий для струнного оркестра (1937), премьерой которых дирижировал Шарль Мюнш. Публиковался в 1930-е гг. как музыкальный критик. В 1937 г. руководил музыкальной программой Всемирной выставки в Париже.
В годы Второй мировой войны был близок к Движению Сопротивления. В 1942 г. написал «Приношение одной тени» (фр. Offrande à une ombre) памяти Мориса Жобера, — эта оркестровая пьеса стала самым известным сочинением Барро и была записана Детройтским симфоническим оркестром под управлением Поля Паре.
В 1944 г., сразу после освобождения Парижа от гитлеровской оккупации, был назначен музыкальным руководителем Французского радиовещания, в 1946 г. совместно с педагогом Морисом Давидом основал под эгидой Французского радиовещания детский хор. В 1948—1965 гг. директор Радио и телевидения Франции. В этом качестве способствовал трансляции и популяризации творчества Игоря Стравинского и молодых композиторов (Анри Дютийё, Пьера Булеза, Янниса Ксенакиса); вёл собственную радиопрограмму «Взгляд на музыку» (фр. Regards sur la musique). По инициативе Барро в программе французского радиовещания появились также большие беседы с писателями и художниками, в том числе Андре Жидом, Франсуа Мориаком, Сальвадором Дали, Жоаном Миро.
Автор пяти опер, в том числе «Фарс об адвокате Патлене» (фр. La Farce de maître Pathelin; 1938, на известный средневековый сюжет), «Нумансия» (фр. Numance; 1955, либретто Сальвадора де Мадариаги по одноимённой поэме Сервантеса) и «Золотая голова» (фр. Tête d’or; 1980, по одноимённой драме Поля Клоделя), двух балетов, нескольких кантат и ораторий, из которых наиболее значительны «Завещание Франсуа Вийона» (1945), «Мистерия о Святых Невинных Младенцах» (фр. Le Mystère des Saints Innocents; 1946, по Шарлю Пеги) и «Божественная комедия» (фр. La Divine Comédie; 1973, по одноимённому произведению Данте). Барро принадлежат также три симфонии, концертная симфония для трубы и оркестра, фортепианный концерт (1939, записан Ивонной Лефебюр) и концерт для флейты и струнных (1963, записан Жаном Пьером Рампалем), различные симфонические и камерные произведения, песни. Он опубликовал несколько книг о музыке, в том числе «Франция и восточная музыка» (фр. La France et la Musique occidentale; 1956) и книгу о Гекторе Берлиозе (1979).